# Christódoulos Kritíkos
Christódoulos Kritíkos (grec moderne : Χριστόδουλος Κρητικός), était un homme politique grec qui participa à la guerre d'indépendance grecque.
Riche bourgeois de Patras, il fut initié dans la Filikí Etería, qu'il finança en 1822 en versant 10 000 grossia. Il fut ensuite éphore de la région de Patras. Il fut élu député à l'assemblée nationale d'Astros en 1823. En 1844, il fut nommé juge à Missolonghi.
Son petit-fils est le militaire et sportif Ioánnis Kritíkos, fondateur du club sportif de Patras Panachaiki G.E. (en).

## Sources
- (el) Parlement grec, Μητρώο Πληρεξουσίων, Γερουσαστών και Βουλευτών. 1822-1935, Athènes, Parlement grec,‎ 1986, 159 p. (lire en ligne) [PDF]
- Κóstas Τriandaphýllou, Ιστορικό λεξικό των Πατρών, Εκ του τυπογραφείου Πέτρου Κούλη, Patras 1995.